# The Deuce (buslijn)
The Deuce is een buslijn op de Strip in Las Vegas, Nevada, Verenigde Staten. Het systeem wordt beheerd door RTC Transit. De uitvoering wordt gedaan door Veolia die rijden in bussen van het merk Alexander Dennis Enviro500.
De Deuce, wat voor twee staat, dankt zijn naam aan vier verschillende feiten die bij het in dienst gaan van de lijn aan de orde waren. Het was namelijk een dubbeldekker, de prijs was twee dollar per rit, het was de verbinding tussen twee gokcentra en de eerste bus die in dienst ging had nummer twee. Vandaag de dag is de prijs niet langer twee dollar, ook worden er vele andere haltes aangedaan naast de twee gokcentra.

## Geschiedenis

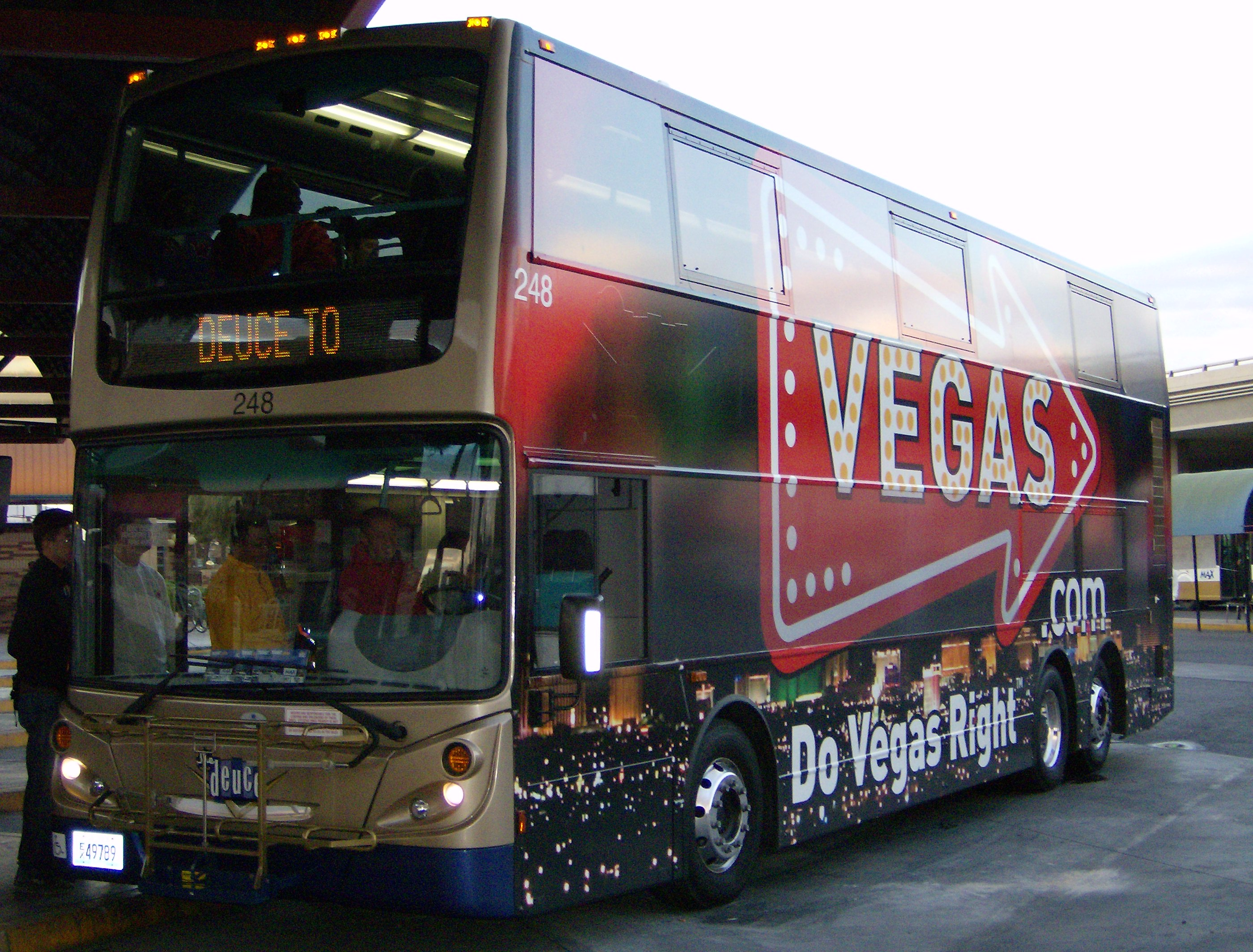
De Deuce terwijl passagiers instappen.

De eerste bussen reden hun dienst op 27 oktober 2005. Dit waren vijftig bussen van het merk Alexander Dennis Enviro500, die in 2007 en 2008 werden vervangen. In 2006 kondigde RTC Transit namelijk aan dat er in het voorjaar van 2007 veertig nieuwe bussen zouden komen en in 2008 nog eens veertig nieuwe bussen die de oude vijftig zouden moeten vervangen.
Deze bussen waren een verbeterde versie van de eerste vijftig bussen. De meeste van de tachtig nieuwe bussen namen de diensten op de Strip over waarbij enkele ook lokale diensten verreden. Alle vijftig vervangen bussen werden ingezet op de lokale diensten. Van de vloot die in totaal 130 bussen bevat zijn er enkele niet langer in dienst vanwege ongelukken of andere technische redenen.
In 2010 kwam er naast de Deuce ook nog een tweede busdienst op de Strip, de ACE Gold Line. Deze dienst moest het bereik van de Deuce uitbreiden aan de zuidkant. Deze dienst is in dezelfde maand nog van naam veranderd in verband met een aanklacht van ACE Cab. De nieuwe naam van de dienst werd Gold Line. Later dat jaar op 7 november werd de dienst nog eenmaal hernoemd naar Strip and Downtown Express (SDE). De dienstregeling van de SDE is vrijwel gelijk aan de dienstregeling van de Metropolitan Area Express BRT Line.

### Ongelukken
In de geschiedenis van de Deuce is er slechts een ongeluk voorgekomen. Dit was op 19 juli 2006 met een bus die op het moment van het ongeluk niet een dienst reed. De bus reed namelijk op Interstate 15 toen het een lekke band kreeg. De bus schoot vervolgens van de weg door de middenberm heen waar de vangrail was verwijderd in verband met onderhoud. Vervolgens werd de tollende bus geraakt door een trekker-opleggercombinatie waarna hij de andere kant op tolde. Na een tweede contact met een andere vrachtwagen kwam de bus alsnog tot stilstand.
Door de grote schade die het ongeluk achterliet en het onderzoek naar de oorzaak van het ongeluk duurde het nog tot de volgende ochtend tien uur voordat de weg weer heropend werd. De chauffeur van de bus raakte zwaargewond en voor een gedeelte verlamd. De chauffeur van de tweede trailer raakte alleen zwaargewond en de chauffeur van de tractor overleefde het ongeval niet.
Na het ongeluk werd de bus afgevoerd naar de RTC Tompkins yard waar ze vervolgens afgedekt werd om ze later te kunnen gebruiken voor het onderzoek. Toen de RTC Tompkins yard gesloten werd in 2010 werd het voertuig verplaatst naar een plaatselijk opslagcentrum voor de rest van het onderzoek. Toen het onderzoek in 2011 was afgerond werd de bus gestript om stukken te hergebruiken. De rest van de bus werd gesloopt.
Toen het onderzoek afgerond werd kwam er naar buiten dat de chauffeur en andere chauffeurs al meerdere malen aangegeven hadden dat de band niet goed meer was. De lijsten van de onderhoudsbeurten lieten zien dat hier iedere keer naar gekeken is maar dat er niks gevonden werd. Ook werd na afloop de betrokkenheid van het onderhoudsbedrijf van de vangrails onderzocht in verband met het weghalen van de rails.

## Route
De route van de Deuce is ontwikkeld als een verbindingen tussen twee hoofdgokgebieden, namelijk de Strip en Downtown. Een overzicht van alle haltes is hiernaast weergegeven. De weergave gaat van het zuiden onderin naar het noorden bovenin. De Deuce rijdt met de klok mee, de tijden tussen de verschillende bussen kunnen variëren tussen de tien en twintig minuten.

## Ontwerp

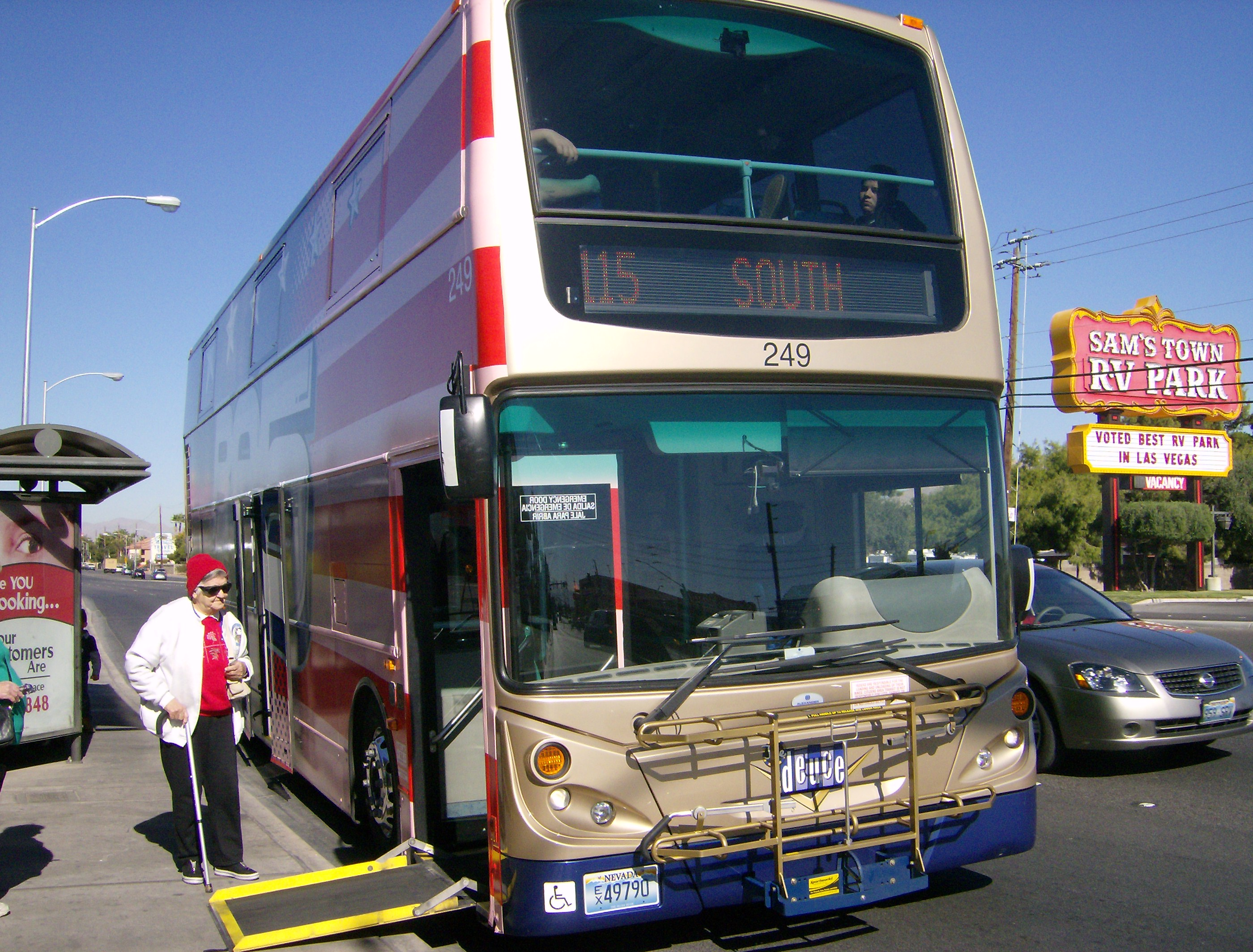
Een van de bussen uitgerust voor lichamelijk beperkte mensen.

Alle bussen zijn van het merk Alexander Dennis Enviro500 en worden beheerd door RTC Transit, hierbij ligt de uitvoerende taak bij Veolia Transport. Alle bussen hebben twee verdiepingen met in totaal plek voor zeventig reizigers, waarvan 23 beneden en 47 boven. Daarnaast zijn alle bussen uitgerust met een rek voor grote koffers, een fietsenrek voor op de bus en zijn ze gehandicaptenvriendelijk.
De eerste vijftig bussen waren 12,2 meter lang, 2,55 meter breed en 4,3 meter hoog. Deze vijftig bussen werden echter na respectievelijk twee en drie jaar dienst vervangen door de varianten die 12,8 meter lang waren. Daarnaast waren deze nieuwe bussen uitgerust met twee trappen en niet met een trap zoals bij de eerste bussen het geval was. Door de vergroting heeft de nieuwe variant de bijnaam "Superdeuce" gekregen.